# Ringland, Wales
Ringland är en stadsdel och community i staden Newport i Wales, Storbritannien. 